# Manrey Saint-Amour
Manrey Saint-Amour (Cap-Haïtien, 1º febbraio 1993) è un ex giocatore di football americano e allenatore di football americano haitiano con cittadinanza statunitense che ha giocato come offensive lineman.
Suo fratello Anree ha giocato come defensive lineman ai Georgia Tech Yellow Jackets.

## Palmarès
- 1 Mondiale (2015)